# کارا لاوسون
کارا لاوسون (انگلیسی: Kara Lawson؛ زادهٔ ۱۴ فوریهٔ ۱۹۸۱) بازیکن بسکتبال اهل ایالات متحده آمریکا بود.
وی در مسابقات کشوری و بین‌المللی در مجموع برندهٔ ۲ مدال طلا شده‌است.